# Joachim Dammer
Joachim Otto Oskar Dammer (* 14. Januar 1914 in Berlin; † 23. Februar 1986 ebenda) war ein deutscher Maler und Graphiker.

## Leben und Werk
Joachim Dammer wurde am 14. Januar 1914 in Berlin als Sohn des Verwaltungssekretärs Ulrich Dammer (1867–1949) und seiner zweiten Frau Margarethe geb. Hüter (1882–1938) geboren; sein Großvater väterlicherseits war der Schriftsteller und Chemiker Otto Dammer. Er beabsichtigte zunächst, Architekt zu werden, und ging dazu von 1929 bis 1931 bei Erich Mendelssohn in die Lehre. Dann jedoch wandte er sich der Malerei zu und studierte (bei Ferdinand Spiegel) an den Vereinigten Staatsschulen für Freie und Angewandte Kunst in Berlin.
Seine Ausbildung und sein künstlerisches Schaffen wurden zunächst durch die zweijährige Wehrpflicht (1935–1937, abgeleistet v. a. in Züllichau und in Hamburg) unterbrochen. Bald nach dem Abschluss seines Studiums (1938) wurde er zum Militär eingezogen; als Angehöriger der Infanterie-Division 208 (letzter Dienstgrad: Leutnant) war er im Krieg gegen Frankreich, vor allem aber an der Ostfront eingesetzt. Sein Atelier am Lützowplatz 23 fiel währenddessen (Ende 1943) einem Bombardement zum Opfer.
Von 1945 bis 1986 lebte er als freischaffender Maler und Graphiker in Berlin-Westend. Neben Porträts und Stillleben bildete die Landschaftsmalerei (oft mit Motiven aus Berlin und seiner Umgebung) einen Schwerpunkt seines Schaffens. Außerdem schuf er u. a. Supraporten, Farbfenster und Fresken in den Kirchen St. Bernhard (Berlin-Tegel), in der Kapelle Franz Xaver in Berlin-Mitte und in der Marienkapelle Heilig Geist in Berlin-Charlottenburg.
Mit seiner Frau Maria geb. Waschkau hatte Joachim Dammer drei Kinder.